# 布雷西亚十日
布雷西亚十日是1849年3月23日至4月1日期間意大利北部城市布雷西亚发生的起义。
19世纪初，布雷西亚市和倫巴第-威尼托王國的其他地方一样，都受奧地利帝國支配。以蒂托·斯佩里为首的起义军于1849年3月23日发起暴动。
起初，奥军部队没做好准备，退回了城堡，並从那里猛轰布雷西亚，城内很多历史遗迹遭损毁。在起义的第八天，援军抵达后，奥军开始对布雷西亚展开全面包围。次日，尤利乌斯·雅各布·冯·海瑙抵达，要求布雷西亚起义军无条件投降。后者予以拒绝，战事持续至深夜，起义军首领最终决定投降。4月1日，奥军洗劫了布雷西亚，並屠杀了很多市民。
约1000名市民在战事中丧生。